# Vipera pontica
Vipera pontica är en ormart som beskrevs av Billing, Nilson och Sattler 1990. Vipera pontica ingår i släktet Vipera och familjen huggormar. IUCN kategoriserar arten globalt som starkt hotad. Inga underarter finns listade i Catalogue of Life.
Arten förekommer i en mindre region i nordöstra Turkiet nära gränsen till Georgien och nära Svarta havet. Den lever i låglandet och i bergstrakter upp till 1000 meter över havet. Landskapet kännetecknas av klippor och öppna skogar.